# Zrakoplovna baza Dezful
Zrakoplovna baza Dezful (IATA kod: DEF, ICAO kod: OIAD, poznata i kao Vahdati) smještena je uz cestu Andimešk kod grada Dezfula u jugozapadnom dijelu Irana odnosno pokrajini Huzestan. Nalazi se na nadmorskoj visini od 144 m. Zračna luka ima dvije asfaltirane uzletno-sletne staze dužine 3853 i 3575 m, a njena je namjena prvenstveno vojne prirode. Izgradili su je talijanski inženjeri u vrijeme vladavine Muhameda Reze Pahlavija, a uvelike je koristila iranskom ratnom zrakoplovstvu tijekom iransko-iračkog rata.

## Vanjske poveznice
- (engl.) DAFIF, World Aero Data: OIAD  Arhivirana inačica izvorne stranice od 6. prosinca 2007. (Wayback Machine)
- (engl.) DAFIF, Great Circle Mapper: DEF
- (engl.) Global Security: Vahdati AFB (Dezful)